# ساكن الحرج بليستوناكس
ساكن الحرج بليستوناكس (الاسم العلمي: Bebearia plistonax)، نوع من الفراشات التي تتبع فصيلة الحورائيات. يوجد في نيجيريا والكاميرون وغابون وجمهورية الكونغو وجمهورية أفريقيا الوسطى وأنغولا وجمهورية الكونغو الديمقراطية (أوبانجي ومونغالا وأولي وشمال كيفو وتوشو وتشوابا وإكواتور وكاساي وسانكورو ولوالابا)،أوغندا، شمال غرب تنزانيا وشمال زامبيا. يألف الغابات.
تنجذب الفراشات البالغة منه إلى الفواكه الساقطة.
تتغذى اليرقات على الأوكنة الجميلة.